# Gelson Fernandes
Gelson Tavares Fernandes (Praia, 2 settembre 1986) è un ex calciatore svizzero di origini capoverdiane, di ruolo centrocampista.

## Carriera

### Club
Cresciuto nel Sion, debuttò in prima squadra nel 2004 e vi è rimasto fino al 2007, vincendo una Coppa Svizzera nel 2006. Il 14 luglio 2007 ha firmato per il Manchester City, considerato da Sven-Göran Eriksson "il miglior giocatore giovane svizzero". Ha debuttato con il City il 29 agosto 2007 in Carling Cup a Bristol contro il Bristol City (2-1 per gli ospiti). Il 20 ottobre 2007, invece, ha esordito in Premier League contro il Birmingham City (1-0), sostituendo Elano all'89º minuto, mentre l'11 novembre 2007 ha esordito in campionato dal primo minuto contro il Portsmouth (0-0).
Ha segnato il primo gol con la nuova maglia il 2 gennaio 2008 a Newcastle upon Tyne, realizzando la seconda rete di Newcastle Utd-Manchester City 0-2 al 76' dopo essere subentrato a Stephen Ireland due minuti prima. Il 10 luglio 2009 viene acquistato a titolo definitivo dal Saint-Étienne, con cui debutta in Ligue 1 l'8 agosto 2009 nella trasferta contro il Nizza. Quasi sempre titolare della formazione francese, a fine anno sono molte le società interessate ad aggiudicarsi le sue prestazioni, tra cui soprattutto il Napoli.
Il 30 agosto 2010, invece, passa agli italiani del Chievo Verona con la formula del prestito con diritto di riscatto. Realizza il suo primo goal in Serie A con la maglia del Chievo nella partita vinta dai veneti allo Stadio San Paolo contro il Napoli per 3-1. Termina la stagione con 29 presenze e 2 reti in campionato. A fine stagione il Chievo non esercita il diritto di riscatto e il giocatore ritorna al Saint-Étienne. Tuttavia il Saint-Étienne non ritiene di dover puntare sul giocatore per la stagione successiva e così il centrocampista, dopo essere stato per lungo tempo accostato a squadre in Italia, decide a sorpresa di firmare un quadriennale da 800.000 euro a stagione con il Leicester City allenato da Sven-Göran Eriksson, proprio l'allenatore che l'aveva lanciato.
Il 5 gennaio 2012 arriva all'Udinese con la formula del prestito con diritto di riscatto. Segna il suo primo gol in maglia bianconera in occasione della partita Roma-Udinese dell'11 aprile 2012. Dopo il trasferimento allo Sporting Lisbona durante il calciomercato estivo, il 22 dicembre 2012 viene annunciato il suo passaggio in prestito al Sion.
Si ritira dal calcio giocato alla fine della stagione 2019-2020.

### Nazionale
È stato convocato e ha giocato per la prima volta con la nazionale svizzera il 22 agosto 2007 per la partita contro i Paesi Bassi. È stato inserito da Kuhn nell'elenco dei 23 convocati per Euro 2008, durante i quali ha disputato tutte le tre partite giocate dalla sua Nazionale, eliminata come quarta nel girone.
Durante i Mondiali del 2010 ha segnato il gol-vittoria nella partita d'esordio contro la Spagna, regalando alla Svizzera il primo successo della storia contro gli iberici. Quello di Fernandes risulterà l'unico gol ai mondiali dei rossocrociati che, dopo un pareggio e una sconfitta, saranno eliminati nel girone: la Spagna invece non perderà più e vincerà la Coppa.
Nel Mondiale 2014 perde il posto da titolare della precedente edizione: il CT Hitzfeld lo lascia in panchina nelle tre gare del girone e lo manda in campo soltanto al 66' minuto del match degli ottavi contro l'Argentina, partita che sarà poi vinta per 1-0 dai sudamericani, dopo i supplementari.
Viene convocato per gli Europei 2016 in Francia. In questa competizione parte nuovamente come riserva e gioca solo alcuni spezzoni finali nelle gare contro Albania e Francia durante i gironi, e poi nella gara degli ottavi di finale contro la Polonia che sancirà l'eliminazione.

## Vita privata
Fernandes ha una figlia di nome Ariela ed è cugino dei calciatori Manuel Fernandes, Edimilson Fernandes, Cabral, Elton Monteiro e Ulisses Garcia.

## Statistiche

### Presenze e reti nei club
| Stagione               | Squadra                | Campionato             | Campionato | Campionato | Coppe nazionali | Coppe nazionali | Coppe nazionali | Coppe continentali | Coppe continentali | Coppe continentali | Altre coppe | Altre coppe | Altre coppe | Totale | Totale |
| Stagione               | Squadra                | Comp                   | Pres       | Reti       | Comp            | Pres            | Reti            | Comp               | Pres               | Reti               | Comp        | Pres        | Reti        | Pres   | Reti   |
| ---------------------- | ---------------------- | ---------------------- | ---------- | ---------- | --------------- | --------------- | --------------- | ------------------ | ------------------ | ------------------ | ----------- | ----------- | ----------- | ------ | ------ |
| 2002-2003              | Sion                   | CL                     | 6          | 0          | CS              | 0               | 0               | -                  | -                  | -                  | -           | -           | -           | 6      | 0      |
| 2003-2004              | Sion                   | CL                     | 28         | 0          | CS              | 0               | 0               | -                  | -                  | -                  | -           | -           | -           | 28     | 0      |
| 2004-2005              | Sion                   | CL                     | 17         | 0          | CS              | 1               | 0               | -                  | -                  | -                  | -           | -           | -           | 18     | 0      |
| 2005-2006              | Sion                   | CL                     | 22+2       | 0          | CS              | 5               | 0               | -                  | -                  | -                  | -           | -           | -           | 29     | 0      |
| 2006-2007              | Sion                   | SL                     | 34         | 1          | CS              | 3               | 2               | CU                 | 4                  | 1                  | -           | -           | -           | 41     | 4      |
| 2007-2008              | Manchester City        | PL                     | 26         | 2          | FACup+CdL       | 3+3             | 0               | -                  | -                  | -                  | -           | -           | -           | 32     | 2      |
| 2008-2009              | Manchester City        | PL                     | 17         | 1          | FACup+CdL       | 1+1             | 0+1             | CU                 | 8                  | 0                  | -           | -           | -           | 27     | 2      |
| Totale Manchester City | Totale Manchester City | Totale Manchester City | 43         | 3          |                 | 8               | 1               |                    | 8                  | 0                  |             | -           | -           | 59     | 4      |
| 2009-2010              | Saint-Étienne          | L1                     | 33         | 0          | CF+CdL          | 3+2             | 0               | -                  | -                  | -                  | -           | -           | -           | 38     | 0      |
| 2010-2011              | Chievo                 | A                      | 29         | 2          | CI              | 0               | 0               | -                  | -                  | -                  | -           | -           | -           | 29     | 2      |
| 2011-gen. 2012         | Leicester              | FLC                    | 15         | 1          | FACup+CdL       | 0+3             | 0               | -                  | -                  | -                  | -           | -           | -           | 18     | 1      |
| gen.-giu. 2012         | Udinese                | A                      | 16         | 1          | CI              | 1               | 0               | UEL                | 0                  | 0                  | -           | -           | -           | 17     | 1      |
| 2012-gen. 2013         | Sporting Lisbona       | PL                     | 6          | 0          | CP+CdL          | 0               | 0               | UEL                | 6                  | 0                  | -           | -           | -           | 12     | 0      |
| gen.-giu. 2013         | Sion                   | SL                     | 14         | 0          | CS              | 2               | 0               | -                  | -                  | -                  | -           | -           | -           | 16     | 0      |
| Totale Sion            | Totale Sion            | Totale Sion            | 121+2      | 1          |                 | 11              | 2               |                    | 4                  | 1                  |             | -           | -           | 138    | 4      |
| 2013-2014              | Friburgo               | BL                     | 30         | 1          | CG              | 3               | 0               | UEL                | 5                  | 0                  | -           | -           | -           | 38     | 1      |
| 2014-2015              | Rennes                 | L1                     | 33         | 0          | CF+CdL          | 2+1             | 0               | -                  | -                  | -                  | -           | -           | -           | 36     | 0      |
| 2015-2016              | Rennes                 | L1                     | 33         | 1          | CF+CdL          | 2+2             | 0               | -                  | -                  | -                  | -           | -           | -           | 37     | 1      |
| 2016-2017              | Rennes                 | L1                     | 27         | 0          | CF+CdL          | 0+1             | 0               | -                  | -                  | -                  | -           | -           | -           | 28     | 0      |
| Totale Rennes          | Totale Rennes          | Totale Rennes          | 93         | 1          |                 | 8               | 0               |                    | -                  | -                  |             | -           | -           | 101    | 1      |
| 2017-2018              | Eintracht Francoforte  | BL                     | 19         | 0          | CG              | 3               | 0               | -                  | -                  | -                  | -           | -           | -           | 22     | 0      |
| 2018-2019              | Eintracht Francoforte  | BL                     | 28         | 1          | CG              | 0               | 0               | UEL                | 9                  | 0                  | SG          | 0           | 0           | 37     | 1      |
| 2019-2020              | Eintracht Francoforte  | BL                     | 11         | 0          | CG              | 2               | 0               | UEL                | 9                  | 0                  | -           | -           | -           | 22     | 0      |
| Eintracht Francoforte  | Eintracht Francoforte  | Eintracht Francoforte  | 58         | 1          |                 | 5               | 0               |                    | 18                 | 0                  |             | 0           | 0           | 81     | 1      |
| Totale carriera        | Totale carriera        | Totale carriera        | 446        | 11         |                 | 44              | 3               |                    | 41                 | 1                  |             | -           | -           | 531    | 15     |

### Cronologia presenze e reti in nazionale
| Cronologia completa delle presenze e delle reti in nazionale ― Svizzera | Cronologia completa delle presenze e delle reti in nazionale ― Svizzera | Cronologia completa delle presenze e delle reti in nazionale ― Svizzera | Cronologia completa delle presenze e delle reti in nazionale ― Svizzera | Cronologia completa delle presenze e delle reti in nazionale ― Svizzera | Cronologia completa delle presenze e delle reti in nazionale ― Svizzera | Cronologia completa delle presenze e delle reti in nazionale ― Svizzera | Cronologia completa delle presenze e delle reti in nazionale ― Svizzera |
| Data                                                                    | Città                                                                   | In casa                                                                 | Risultato                                                               | Ospiti                                                                  | Competizione                                                            | Reti                                                                    | Note                                                                    |
| ----------------------------------------------------------------------- | ----------------------------------------------------------------------- | ----------------------------------------------------------------------- | ----------------------------------------------------------------------- | ----------------------------------------------------------------------- | ----------------------------------------------------------------------- | ----------------------------------------------------------------------- | ----------------------------------------------------------------------- |
| 22-8-2007                                                               | Ginevra                                                                 | Svizzera                                                                | 2 – 1                                                                   | Paesi Bassi                                                             | Amichevole                                                              | -                                                                       | 67’                                                                     |
| 13-10-2007                                                              | Zurigo                                                                  | Svizzera                                                                | 3 – 1                                                                   | Austria                                                                 | Amichevole                                                              | -                                                                       | 82’                                                                     |
| 17-10-2007                                                              | Basilea                                                                 | Svizzera                                                                | 0 – 1                                                                   | Stati Uniti                                                             | Amichevole                                                              | -                                                                       | 46’                                                                     |
| 20-11-2007                                                              | Zurigo                                                                  | Svizzera                                                                | 0 – 1                                                                   | Nigeria                                                                 | Amichevole                                                              | -                                                                       |                                                                         |
| 6-2-2008                                                                | Londra                                                                  | Inghilterra                                                             | 2 – 1                                                                   | Svizzera                                                                | Amichevole                                                              | -                                                                       | 84’                                                                     |
| 26-3-2008                                                               | Basilea                                                                 | Svizzera                                                                | 0 – 4                                                                   | Germania                                                                | Amichevole                                                              | -                                                                       |                                                                         |
| 24-5-2008                                                               | Lugano                                                                  | Svizzera                                                                | 2 – 0                                                                   | Slovacchia                                                              | Amichevole                                                              | -                                                                       |                                                                         |
| 30-5-2008                                                               | San Gallo                                                               | Svizzera                                                                | 3 – 0                                                                   | Liechtenstein                                                           | Amichevole                                                              | -                                                                       | 86’                                                                     |
| 7-6-2008                                                                | Basilea                                                                 | Svizzera                                                                | 0 – 1                                                                   | Rep. Ceca                                                               | Euro 2008 - 1º turno                                                    | -                                                                       |                                                                         |
| 11-6-2008                                                               | Basilea                                                                 | Svizzera                                                                | 1 – 2                                                                   | Turchia                                                                 | Euro 2008 - 1º turno                                                    | -                                                                       | 76’                                                                     |
| 15-6-2008                                                               | Basilea                                                                 | Svizzera                                                                | 2 – 0                                                                   | Portogallo                                                              | Euro 2008 - 1º turno                                                    | -                                                                       | 90’                                                                     |
| 20-8-2008                                                               | Basilea                                                                 | Svizzera                                                                | 4 – 1                                                                   | Cipro                                                                   | Amichevole                                                              | -                                                                       | 62’                                                                     |
| 11-10-2008                                                              | San Gallo                                                               | Svizzera                                                                | 2 – 1                                                                   | Lettonia                                                                | Qual. Mondiali 2010                                                     | -                                                                       | 84’                                                                     |
| 15-10-2008                                                              | Atene                                                                   | Grecia                                                                  | 1 – 2                                                                   | Svizzera                                                                | Qual. Mondiali 2010                                                     | -                                                                       | 33’ 82’                                                                 |
| 19-11-2008                                                              | San Gallo                                                               | Svizzera                                                                | 1 – 0                                                                   | Finlandia                                                               | Amichevole                                                              | -                                                                       | 46’                                                                     |
| 11-2-2009                                                               | Ginevra                                                                 | Svizzera                                                                | 1 – 1                                                                   | Bulgaria                                                                | Amichevole                                                              | -                                                                       |                                                                         |
| 28-3-2009                                                               | Chișinău                                                                | Moldavia                                                                | 0 – 2                                                                   | Svizzera                                                                | Qual. Mondiali 2010                                                     | 1                                                                       | 79’                                                                     |
| 12-8-2009                                                               | Basilea                                                                 | Svizzera                                                                | 0 – 0                                                                   | Italia                                                                  | Amichevole                                                              | -                                                                       |                                                                         |
| 5-9-2009                                                                | Basilea                                                                 | Svizzera                                                                | 2 – 0                                                                   | Grecia                                                                  | Qual. Mondiali 2010                                                     | -                                                                       | 68’                                                                     |
| 9-9-2009                                                                | Riga                                                                    | Lettonia                                                                | 2 – 2                                                                   | Svizzera                                                                | Qual. Mondiali 2010                                                     | -                                                                       | 79’                                                                     |
| 14-10-2009                                                              | Basilea                                                                 | Svizzera                                                                | 0 – 0                                                                   | Israele                                                                 | Qual. Mondiali 2010                                                     | -                                                                       | 65’                                                                     |
| 3-3-2010                                                                | San Gallo                                                               | Svizzera                                                                | 1 – 3                                                                   | Uruguay                                                                 | Amichevole                                                              | -                                                                       | 75’ 85’                                                                 |
| 1-6-2010                                                                | Sion                                                                    | Svizzera                                                                | 0 – 1                                                                   | Costa Rica                                                              | Amichevole                                                              | -                                                                       | 61’ 87’                                                                 |
| 5-6-2010                                                                | Ginevra                                                                 | Svizzera                                                                | 1 – 1                                                                   | Italia                                                                  | Amichevole                                                              | -                                                                       | 87’                                                                     |
| 16-6-2010                                                               | Durban                                                                  | Spagna                                                                  | 0 – 1                                                                   | Svizzera                                                                | Mondiali 2010 - 1º turno                                                | 1                                                                       |                                                                         |
| 21-6-2010                                                               | Port Elizabeth                                                          | Cile                                                                    | 1 – 0                                                                   | Svizzera                                                                | Mondiali 2010 - 1º turno                                                | -                                                                       | 77’                                                                     |
| 25-6-2010                                                               | Bloemfontein                                                            | Svizzera                                                                | 0 – 0                                                                   | Honduras                                                                | Mondiali 2010 - 1º turno                                                | -                                                                       | 34’ 46’                                                                 |
| 11-8-2010                                                               | Klagenfurt                                                              | Austria                                                                 | 0 – 1                                                                   | Svizzera                                                                | Amichevole                                                              | -                                                                       | 81’                                                                     |
| 3-9-2010                                                                | San Gallo                                                               | Svizzera                                                                | 0 – 0                                                                   | Australia                                                               | Amichevole                                                              | -                                                                       |                                                                         |
| 12-10-2010                                                              | Basilea                                                                 | Svizzera                                                                | 4 – 1                                                                   | Galles                                                                  | Qual. Euro 2012                                                         | -                                                                       | 90+1’                                                                   |
| 17-11-2010                                                              | Ginevra                                                                 | Svizzera                                                                | 2 – 2                                                                   | Ucraina                                                                 | Amichevole                                                              | -                                                                       | 46’                                                                     |
| 9-2-2011                                                                | La Valletta                                                             | Malta                                                                   | 0 – 0                                                                   | Svizzera                                                                | Amichevole                                                              | -                                                                       | 73’                                                                     |
| 26-3-2011                                                               | Sofia                                                                   | Bulgaria                                                                | 0 – 0                                                                   | Svizzera                                                                | Qual. Euro 2012                                                         | -                                                                       | 16’                                                                     |
| 6-9-2011                                                                | Basilea                                                                 | Svizzera                                                                | 3 – 1                                                                   | Bulgaria                                                                | Qual. Euro 2012                                                         | -                                                                       | 88’                                                                     |
| 11-10-2011                                                              | Basilea                                                                 | Svizzera                                                                | 2 – 0                                                                   | Montenegro                                                              | Qual. Euro 2012                                                         | -                                                                       | 83’                                                                     |
| 11-11-2011                                                              | Amsterdam                                                               | Paesi Bassi                                                             | 0 – 0                                                                   | Svizzera                                                                | Amichevole                                                              | -                                                                       | 76’                                                                     |
| 15-11-2011                                                              | Lussemburgo                                                             | Lussemburgo                                                             | 0 – 1                                                                   | Svizzera                                                                | Amichevole                                                              | -                                                                       |                                                                         |
| 26-5-2012                                                               | Basilea                                                                 | Svizzera                                                                | 5 – 3                                                                   | Germania                                                                | Amichevole                                                              | -                                                                       | 90+2’                                                                   |
| 15-8-2012                                                               | Spalato                                                                 | Croazia                                                                 | 2 – 4                                                                   | Svizzera                                                                | Amichevole                                                              | -                                                                       | 46’                                                                     |
| 7-9-2012                                                                | Lubiana                                                                 | Slovenia                                                                | 0 – 2                                                                   | Svizzera                                                                | Qual. Mondiali 2014                                                     | -                                                                       | 85’                                                                     |
| 14-11-2012                                                              | Susa                                                                    | Tunisia                                                                 | 1 – 2                                                                   | Svizzera                                                                | Amichevole                                                              | -                                                                       | 46’                                                                     |
| 6-2-2013                                                                | Il Pireo                                                                | Grecia                                                                  | 0 – 0                                                                   | Svizzera                                                                | Amichevole                                                              | -                                                                       | 74’                                                                     |
| 10-9-2013                                                               | Oslo                                                                    | Norvegia                                                                | 0 – 2                                                                   | Svizzera                                                                | Qual. Mondiali 2014                                                     | -                                                                       | 74’                                                                     |
| 11-10-2013                                                              | Tirana                                                                  | Albania                                                                 | 1 – 2                                                                   | Svizzera                                                                | Qual. Mondiali 2014                                                     | -                                                                       | 68’                                                                     |
| 15-10-2013                                                              | Berna                                                                   | Svizzera                                                                | 1 – 0                                                                   | Slovenia                                                                | Qual. Mondiali 2014                                                     | -                                                                       | 87’                                                                     |
| 15-11-2013                                                              | Seul                                                                    | Corea del Sud                                                           | 2 – 1                                                                   | Svizzera                                                                | Amichevole                                                              | -                                                                       | 65’                                                                     |
| 30-5-2014                                                               | Lucerna                                                                 | Svizzera                                                                | 1 – 0                                                                   | Giamaica                                                                | Amichevole                                                              | -                                                                       | 72’                                                                     |
| 1-7-2014                                                                | San Paolo                                                               | Argentina                                                               | 1 – 0 dts                                                               | Svizzera                                                                | Mondiali 2014 - Ottavi di finale                                        | -                                                                       | 66’ 73’                                                                 |
| 15-11-2014                                                              | Basilea                                                                 | Svizzera                                                                | 4 – 0                                                                   | Lituania                                                                | Qual. Euro 2016                                                         | -                                                                       | 75’                                                                     |
| 18-11-2014                                                              | Breslavia                                                               | Polonia                                                                 | 2 – 2                                                                   | Svizzera                                                                | Amichevole                                                              | -                                                                       | 62’                                                                     |
| 31-3-2015                                                               | Zurigo                                                                  | Svizzera                                                                | 1 – 1                                                                   | Stati Uniti                                                             | Amichevole                                                              | -                                                                       | 119’                                                                    |
| 10-6-2015                                                               | Thun                                                                    | Svizzera                                                                | 3 – 0                                                                   | Liechtenstein                                                           | Amichevole                                                              | -                                                                       | 46’                                                                     |
| 13-11-2015                                                              | Trnava                                                                  | Slovacchia                                                              | 3 – 2                                                                   | Svizzera                                                                | Amichevole                                                              | -                                                                       | 58’                                                                     |
| 25-3-2016                                                               | Dublino                                                                 | Irlanda                                                                 | 1 – 0                                                                   | Svizzera                                                                | Amichevole                                                              | -                                                                       | 71’                                                                     |
| 29-3-2016                                                               | Zurigo                                                                  | Svizzera                                                                | 0 – 2                                                                   | Bosnia ed Erzegovina                                                    | Amichevole                                                              | -                                                                       | 46’                                                                     |
| 28-5-2016                                                               | Ginevra                                                                 | Svizzera                                                                | 1 – 2                                                                   | Belgio                                                                  | Amichevole                                                              | -                                                                       | 84’                                                                     |
| 11-6-2016                                                               | Lens                                                                    | Albania                                                                 | 0 – 1                                                                   | Svizzera                                                                | Euro 2016 - 1º turno                                                    | -                                                                       | 88’                                                                     |
| 19-6-2016                                                               | Villeneuve-d'Ascq                                                       | Svizzera                                                                | 0 – 0                                                                   | Francia                                                                 | Euro 2016 - 1º turno                                                    | -                                                                       | 79’                                                                     |
| 25-6-2016                                                               | Saint-Étienne                                                           | Svizzera                                                                | 1 – 1 dts (4 - 5 dtr)                                                   | Polonia                                                                 | Euro 2016 - Ottavi di finale                                            | -                                                                       | 77’                                                                     |
| 6-9-2016                                                                | Basilea                                                                 | Svizzera                                                                | 2 – 0                                                                   | Portogallo                                                              | Qual. Mondiali                                                          | -                                                                       | 89’                                                                     |
| 7-10-2016                                                               | Budapest                                                                | Ungheria                                                                | 2 – 3                                                                   | Svizzera                                                                | Qual. Mondiali 2018                                                     | -                                                                       | 81’                                                                     |
| 10-10-2016                                                              | Andorra la Vella                                                        | Andorra                                                                 | 1 – 2                                                                   | Svizzera                                                                | Qual. Mondiali 2018                                                     | -                                                                       | 66’                                                                     |
| 25-3-2017                                                               | Carouge                                                                 | Svizzera                                                                | 1 – 0                                                                   | Lettonia                                                                | Qual. Mondiali 2018                                                     | -                                                                       | 48’ 65’                                                                 |
| 1-6-2017                                                                | Neuchâtel                                                               | Svizzera                                                                | 1 – 0                                                                   | Bielorussia                                                             | Amichevole                                                              | -                                                                       | 66’                                                                     |
| 23-3-2018                                                               | Atene                                                                   | Grecia                                                                  | 0 – 1                                                                   | Svizzera                                                                | Amichevole                                                              | -                                                                       | 61’                                                                     |
| 27-3-2018                                                               | Basilea                                                                 | Svizzera                                                                | 6 – 0                                                                   | Panama                                                                  | Amichevole                                                              | -                                                                       | 58’                                                                     |
| 3-6-2018                                                                | Vila-real                                                               | Spagna                                                                  | 1 – 1                                                                   | Svizzera                                                                | Amichevole                                                              | -                                                                       | 63’                                                                     |
| Totale                                                                  |                                                                         | Presenze                                                                | 67                                                                      |                                                                         | Reti                                                                    | 2                                                                       |                                                                         |

## Palmarès

### Club

#### Competizioni nazionali
- Coppa Svizzera: 1

Sion: 2005-2006
- Coppa di Germania: 1

Eintracht Francoforte: 2017-2018